# Dhara
Dhara is een plaats in het district Doda van het Indiase unieterritorium Jammu en Kasjmir.

## Demografie
Volgens de volkstelling uit 2011 heeft de plaats een populatie van 3.441, waarvan 1.785 mannen en 1.656 vrouwen. Onder hen waren 740 kinderen met een leeftijd tussen de 0 en 6 jaar. De plaats had in 2011 een alfabetiseringsgraad van 58,68%. Onder mannen was dit 72,04% en onder vrouwen 44,12%.